# Parallaxis imitans
Parallaxis imitans är en insektsart som beskrevs av Rauno E. Linnavuori 1954. Parallaxis imitans ingår i släktet Parallaxis och familjen dvärgstritar. Inga underarter finns listade i Catalogue of Life.